# غطاس فضي
غطاس فضي (الاسم العلمي: Podiceps occipitalis) (بالإنجليزية: Silvery Grebe)‏ هو نوع من الطيور يتبع جنس الغطاس من الفصيلة الغطاسية.